# Raimundo Pombo
Raimundo Conceição Pombo Moreira da Cruz (Corumbá, 8 de dezembro de 1913 - Cuiabá, 29 de julho de 1996) foi um padre, educador e político brasileiro.

## Biografia
Nascido de pai sargento do exército, Raimundo Rodrigues Pombo Moreira da Cruz e mãe dona Joana Pires Moreira da Cruz, Padre Pombo era natural de Corumbá, Mato Grosso do Sul, dedicou-se boa parte da vida ao ensino e às artes literárias e teatrais. Escreveu livros e artigos. Em 1925, em Corumbá, juntamente com seu irmão Nélson, foi matriculado no Colégio Salesiano Santa Teresa.
Em 1943, transferido para Cuiabá, integrou-se na comunidade do Colégio São Gonçalo, onde se destacou como pregador, professor e escritor. Em decorrência do falecimento de dom Francisco de Aquino Corrêa passou a ocupar a cadeira número 4 da Academia Mato-Grossense de Letras por seu estilo primoroso e eletrizante, tomada de posse em 15 de novembro de 1958.
Em 1954 Padre Pombo tornou-se diretor do Colégio São Gonçalo em Cuiabá. De 1964 a 1982 fez parte do Conselho Estadual de Educação, criado em  7 de fevereiro de 1963, no qual foi presidente por sete vezes, além de duas como conselheiro.

## Política
Logo após a divisão do estado de Mato Grosso, Padre Pombo se candidatou ao senado, porém mesmo tendo mais votos não pode assumir, pois as leis que vigoravam na época dava o cargo ao partido mais votado, não ao candidato.
Em 1982 disputou o cargo de governador  numa das mais polêmicas eleições deste estado. Perdeu a eleição para Júlio José de Campos. Na época o estado tinha 61 municípios com um eleitorado de 580,4 mil. O resultado se deu com Júlio Campos com 51,6% dos votos válidos (203.605 votos), contra 47,9% (188.878 votos) para o Padre Pombo, a diferença foi de apenas 14.727 votos.

## Obras
Podemos destacar entre suas principais obras:
“O último pelotão”, drama em cinco atos;
“A múmia de Tibiriçá”, comédia em três atos;
Tempestade na Casa do Vizinho, Romance;
O Príncipe Operário, Romance;
Os artigos:
Oração à Pátria, em 1944;
Última Prece, em 1961;
O Nome Cuiabá, em 1989. 

## Homenagens
Há uma escola com seu nome em Cuiabá com o código INEP: 51058855. A escola está em atividade e fica na região sul da cidade, no bairro Parque Cuiabá,

## Morte
Padre Pombo faleceu em 29 de julho de 1996 em Cuiabá. Ele estava com 82 anos e com a saúde fragilizada.